# COMMAND.COM
COMMAND.COM — інтерпретатор командного рядка за замовчуванням для DOS, Windows 95, Windows 98, Windows 98 SE and Windows ME. У випадку DOS це також користувацький інтерфейс за замовчуванням. Він має додаткову роль, як правило, першої програми, що запускається після завантаження (кореневий процес), а тому відповідальний за налаштування системи шляхом запуску конфігураційного файлу AUTOEXEC.BAT і за те, щоби бути предком усіх процесів.
Спадкоємцем COMMAND.COM у системах OS/2 і Windows NT є cmd.exe, хоча COMMAND.COM також доступний у віртуальних машинах DOS у версіях IA-32 цих операційних систем.
Ім'я файлу COMMAND.COM також використовувалося Disk Control Program (DCP) — похідною MS-DOS від колишнього східнонімецького VEB Robotron.
Сумісний командний процесор під FreeDOS іноді також називається FreeCom.
COMMAND.COM — програма DOS. Програми, запущені з COMMAND.COM є програмами DOS, які використовують DOS API для комунікації з дисковою операційною системою.

## Операційні режими
Як оболонка, COMMAND.COM має два різні режими роботи. Першим є інтерактивний режим, у якому користувач набирає команди, які потім негайно виконуються. Другим є пакетний режим, який виконує наперед визначену послідовність команд, збережену як текстовий файл із розширенням .BAT.

## Внутрішні команди
Внутрішніми є команди, збережені прямо всередині двійкового файлу COMMAND.COM. Таким чином, вони завжди доступні, але можуть виконуватися лише прямо з командного інтерпретатора.
Всі команди виконуються після натискання клавіші ↵ Enter наприкінці рядка. COMMAND.COM регістронезалежний, що означає те, що команди можуть набиратися в будь-якій суміші верхнього та нижнього регістру.
BREAK
Контролює обробку переривання програми поєднанням Ctrl+C або Ctrl+Break.
CHCP
Відображає чи змінює поточну системну кодову сторінку.
CHDIR, CD
Змінює поточний робочий каталог або відображає поточний.
CLS
Очищає екран.
COPY
Копіює один файл до іншого (якщо файл призначення вже існує, то MS-DOS питає, чи замінити його). (див. також XCOPY — внутрішня команда, яка також може копіювати дерева каталогів).
CTTY
Визначає пристрій, що використовується для введення та виведення.
DATE
Відображає й установлює дату системи.
DEL, ERASE
Видаляє файл. Використана на каталозі, видаляє всі файли лише всередині каталогу. В порівнянні, зовнішня команда DELTREE видаляє всі підкаталоги та файли всередині каталогу, а також сам каталог.
DIR
Перелічує файли в зазначеному каталозі.
ECHO
Перемикає, чи відображається текст (ECHO ON), чи ні (ECHO OFF). Також відображає текст на екрані (ECHO текст).
EXIT
Виходить із COMMAND.COM і повертається до програми, яка запустила його.
LFNFORВмикає чи вимикає повернення довгих імен файлів командою FOR (Windows 9x).
LOADHIGH, LH
Завантажує програму до верхньої пам'яті (HILOAD у DR-DOS).
LOCKДозволяє зовнішнім програмам виконувати низькорівневий дисковий доступ до тому (тільки DOS 7.1 і Windows 9x)
MKDIR, MD
Створює новий каталог.
PATH
Відображає чи змінює значення змінної середовища PATH, яка контролює місця, де COMMAND.COM шукатиме виконавчі файли.
PROMPT
Відображає чи змінює значення змінної середовища PROMPT, яка контролює зовнішній вигляд командного рядка.
RENAME, REN
Перейменовує файл або каталог.
RMDIR, RD
Видаляє порожній каталог.
SET
Встановлює значення змінної середовища; без аргументів показує всі визначені змінні середовища.
TIME
Відображає й установлює час системи.
TRUENAME
Відображає повністю розширене фізичне ім'я файлу, вирішуючи логічні відображення файлової системи ASSIGN, JOIN і SUBST.
TYPE
Відображає вміст файлу в консолі.
UNLOCK
Вимикає низькорівневий дисковий доступ (тільки DOS 7.1 і Windows 9x)
VER
Відображає версію операційної системи.
VERIFY
Вмикає та вимикає перевірку запису для файлів.
VOL
Показує інформацію про том.

## Команди пакетного файлу
Контрольні структури в основному використовуються всередині пакетних файлів, хоча вони також можуть використовуватися інтерактивно.
:label
Визначає ціль для GOTO.
CALL
Виконує інший пакетний файл, повертається до старого та продовжує.
FOR
Ітерація: повторює команду для кожного з визначеної множини файлів.
GOTO
Переміщує виконання до вказаної мітки. Мітки вказуються на початку рядка двокрапкою (:likethis).
IF
Умовна інструкція, дозволяє розгалуження виконання програми.
PAUSE
Зупиняє виконання програми та відображає повідомлення, просячи користувача натиснути будь-яку клавішу для продовження.
REM
коментар: будь-який текст після цієї команди ігнорується.
SHIFT
Заміняє кожен із параметрів заміни наступним (наприклад, %0 — %1, %1 — %2 і т. д.).

## Команда IF
При виході всі зовнішні команди надсилають код повернення (значення між 0 і 255) програмі, що її викликала. Більшість програм мають певні конвенції для своїх кодів повернення (наприклад, 0 для успішного виконання).
Якщо програму викликав COMMAND.COM, то внутрішню команда IF з її ERRORLEVEL умовно можна використати для перевірки помилкових умов останньої викликаної зовнішньої програми.
Під COMMAND.COM внутрішні команди не встановлюють нового значення.

## Змінні
Пакетні файли для COMMAND.COM можуть мати чотири види змінних:
- Змінні середовища: Вони мають вигляд %VARIABLE% й асоційовані зі значеннями з інструкцією SET. До DOS 3 COMMAND.COM розширюватиме змінні середовища тільки в пакетному режимі; тобто неінтерактивно в командному рядку[джерело?].
- Параметри заміни: Вони мають вигляд %0, %1 … %9 і спочатку містять назву команди та перші дев'ять параметрів командного рядка, переданих сценарію (наприклад, якщо команда, що викликає, була «myscript.bat Джон Доу», то %0 — «myscript.bat», %1 — «Джон», а %2 — «Доу»). Параметри праворуч від дев'ятого можна відобразити в діапазон використанням інструкції SHIFT.
- Змінні циклу: Використовувані в циклах, вони мають формат %%a, коли працюють у пакетних файлах. Ці змінні визначені винятково в конкретній інструкції FOR та ітеруються над певною множиною значень, визначеною в цій же інструкції FOR.
- Під Novell DOS 7, OpenDOS 7.01, DR-DOS 7.02 і вищими COMMAND.COM також підтримує ряд змінних системної інформації[3][8][2], можливість раніше була в 4DOS 3.00 і вище[9], як і в Multiuser DOS[2], хоча більшість імен підтримуваних змінних відрізняється.

## Перенаправлення, каналювання та ланцюгування
Оскільки DOS — однозадачна операційна система, каналювання досягається запуском команд послідовно, перенаправляючи до та з тимчасового файлу. COMMAND.COM не передбачає перенаправлення каналу стандартних помилок.
''command'' < ''filename''
Перенаправляє стандартне введення з файлу чи пристрою
''command'' > ''filename''
Перенаправляє стандартне виведення, перезаписуючи цільовий файл, якщо він існує.
''command'' >> ''filename''
Перенаправляє стандартне виведення, доповнюючи цільовий файл, якщо він існує.
''command1''
Каналює стандартне виведення з command1 до стандартного введення command2
''command1'' ¶ ''command2''
Команди, розділені ASCII-20 (¶, викликається Ctrl+T) виконуються в послідовності (ланцюгування команд). Іншими словами, перша command1 виконується до припинення, потім command2. Це недокументована можливість COMMAND.COM у MS-DOS/PC DOS 5.0 і вищих. Вона також підтримується COMMAND.COM родини Windows NT, так само, як і DR-DOS 7.07. Всі версії COMMAND.COM DR-DOS уже підтримують схожу внутрішню функцію, що використовує натомість знак оклику (!) (можливість спочатку походить із Concurrent DOS і Multiuser DOS) — проте, в однокористувацькій лінії дана можливість була доступна тільки внутрішньо (у вбудованих сценаріях запуску на кшталт «!DATE!TIME») та непрямо через параметр DOSKEY $T для уникнення проблем із ! як дійсним символом імені файлу. 4DOS підтримує налаштовуваний роздільник рядків команд (4DOS.INI CommandSep= або SETDOS /C), який за замовчуванням дорівнює ^. COMMAND.COM у новіших версіях Windows NT також підтримує роздільник & для сумісності з синтаксисом cmd у OS/2 і родині Windows NT (cmd, однак, не підтримує роздільник ¶).

## Обмеження
Довжина командного рядка в інтерактивному режимі обмежена 126 символами.

## У популярній культурі
Повідомлення «Завантаження COMMAND.COM» можна побачити у HUD view Термінатора та внутрішньому viewport Робокопа, коли він перезавантажується.
У дитячому комп'ютерному мультсеріалі «ReBoot», дія якого відбувається всередині комп'ютерів, керівник системи (еквівалента міста) називається COMMAND.COM.